# Отички ганглион
Отички ганглион (лат. ganglion oticum) је мали овални вегетативни ганглион, који је придодат стаблу доњовиличног живца. Налази се непосредно испод тзв. овалног отвора у инфратемпоралној јами и понекад може да недостаје.
Доводна или преганглијска влакна ганглиона су: гранчице из доњовиличног живца (које сачињавају сензитивни корен), мали петрозни живац (који доноси парасимпатичка влакна из језично-ждрелног живца) и симпатичка гранчица пореклом из сплета око средње можданичне артерије (која представља симпатички корен ганглиона).
Одводна или постганглијска влакна одлазе у спојничну грану са ушно-слепоочним живцем и затим преко његових паротидних грана у паротидну пљувачну жлезду. Осим тога, према неким ауторима постганглијска влакна одлазе до свих живаца из задње завршне гране мандибуларног нерва.